# Al Davis
Allen „Al“ Davis (* 4. Juli 1929 in Brockton, Massachusetts; † 8. Oktober 2011 in Piedmont, Kalifornien) war ein US-amerikanischer Manager im American Football, der Hauptbesitzer der Oakland Raiders in der National Football League (NFL) war. Außerdem war er Commissioner der American Football League (AFL) und Trainer der Raiders.

## Karriere
Davis wurde zwar in Massachusetts geboren, wuchs aber in Brooklyn auf. Er studierte an der Wittenberg University und der Syracuse University und hat ein Diplom in Englisch. Danach begann seine Karriere als Footballtrainer am Adelphi College. Er wechselte dann als Head Coach zum Football-Team der U.S. Army in Fort Belvoir, Virginia und danach zu The Citadel. Seine letzte College-Trainerstation war an der University of Southern California (USC). 1960 wurde er erstmals Coach einer professionellen Footballmannschaft, er wurde Offensive-End-Coach der Los Angeles Chargers. 1963 wurde er Head Coach und General Manager der Oakland Raiders in der AFL. Davis blieb drei Jahre lang Coach der Oakland Raiders und erreichte eine Bilanz von 23–16–3.

### Commissioner in der AFL
Davis wurde Commissioner der AFL ab April 1966 und positionierte die Liga aggressiv gegen die etablierte NFL – es wurden auch Spieler aus der anderen Liga zu Teams der AFL gelockt. Als im Juli 1966 bekannt wurde, dass die beiden Ligen fusionieren sollten, trat Davis zurück – er sprach sich gegen die Vereinigung aus. Davis kehrte als Miteigentümer zu den Raiders zurück. Die Fusion der Ligen hielt er für nachteilig für Teams der AFL, da er diese für besser hielt und anstehende Kompensationszahlungen an NFL-Teams ablehnte.

### Zurück in Oakland
Danach vergrößerte Davis seine Macht in der Organisation der Raiders. 1966 erwarb er einen Zehn-Prozent-Anteil an den Raiders. Seit den 70er-Jahren wurde er als Eigentümer angesehen, obwohl er erst 2005 die Mehrheit an den Raiders erwarb. Zur Zeit seines Todes hielt er etwa zwei Drittel der Anteile am Klub.
Außerdem war Davis General Manager der Raiders. Davis war eine der schillerndsten und streitbarsten Figuren der National Football League, mit mehreren Klagen und Streitigkeiten. Er verlegte das Team auch kurzzeitig von Oakland nach Los Angeles. Die Oakland Raiders wurden unter Davis zu einem erfolgreichen Franchise, gewannen die Super Bowls XI, XV und XVIII.
Die letzte Super-Bowl-Saison 2002 endete mit einer Niederlage gegen die Tampa Bay Buccaneers.

## Auszeichnungen
Al Davis wurde 1992 in die Pro Football Hall of Fame aufgenommen. Er ist zudem Mitglied in der International Jewish Sports Hall of Fame. 2007 wurde er zitiert, er würde nicht als Owner und General Manager aufhören, bevor er weitere zwei Super Bowls gewonnen hätte oder gestorben wäre.
Al Davis war bekannt für seine Slogans, der bekannteste darunter war: "Just win, baby."